# سیم‌کارت الحاقی
یک eSIM یا به بیانی سیم‌کارت الحاقی (به انگلیسی: embedded-SIM) شکلی از سیم‌کارت است که مستقیماً در دستگاه تعبیه شده است. به جای یک مدار مجتمع که روی یک سیم‌کارت قابل جابجایی قرار دارد، که معمولاً از پی وی سی ساخته شده است، یک eSIM در عمل شامل یک یک تراشه eUICC است به همراه نرم افزاری است که بر روی آن نصب شده است. این ترکیب سخت افزار و نرم افزار به طور دائم به یک دستگاه متصل است. اگر eSIM سازگار با eUICC باشد، می توان آن را با اطلاعات یک سیم‌کارت جدید دوباره برنامه ریزی کرد. در غیر این صورت، در در زمان تولید دستگاه، eSIM با ICCID/IMSI مربوطه و سایر اطلاعات  برنامه ریزی شده و دیگر قابل تغییر نیست. همه تلفن‌های همراه از سیم‌کارت الکترونیکی پشتیبانی نمی کنند. ممکن است سیم‌کارت بر روی گوشی دائمی و برنامه‌ریزی‌شده باشد، یا برای استفاده هر اپراتور شبکه سیار که از این فناوری پشتیبانی می‌کند قابل برنامه‌ریزی مجدد باشد. تلفن‌های همراه ممکن است فقط از سیم‌کارت‌های فیزیکی، فقط eSIM یا هر دو پشتیبانی کنند. 

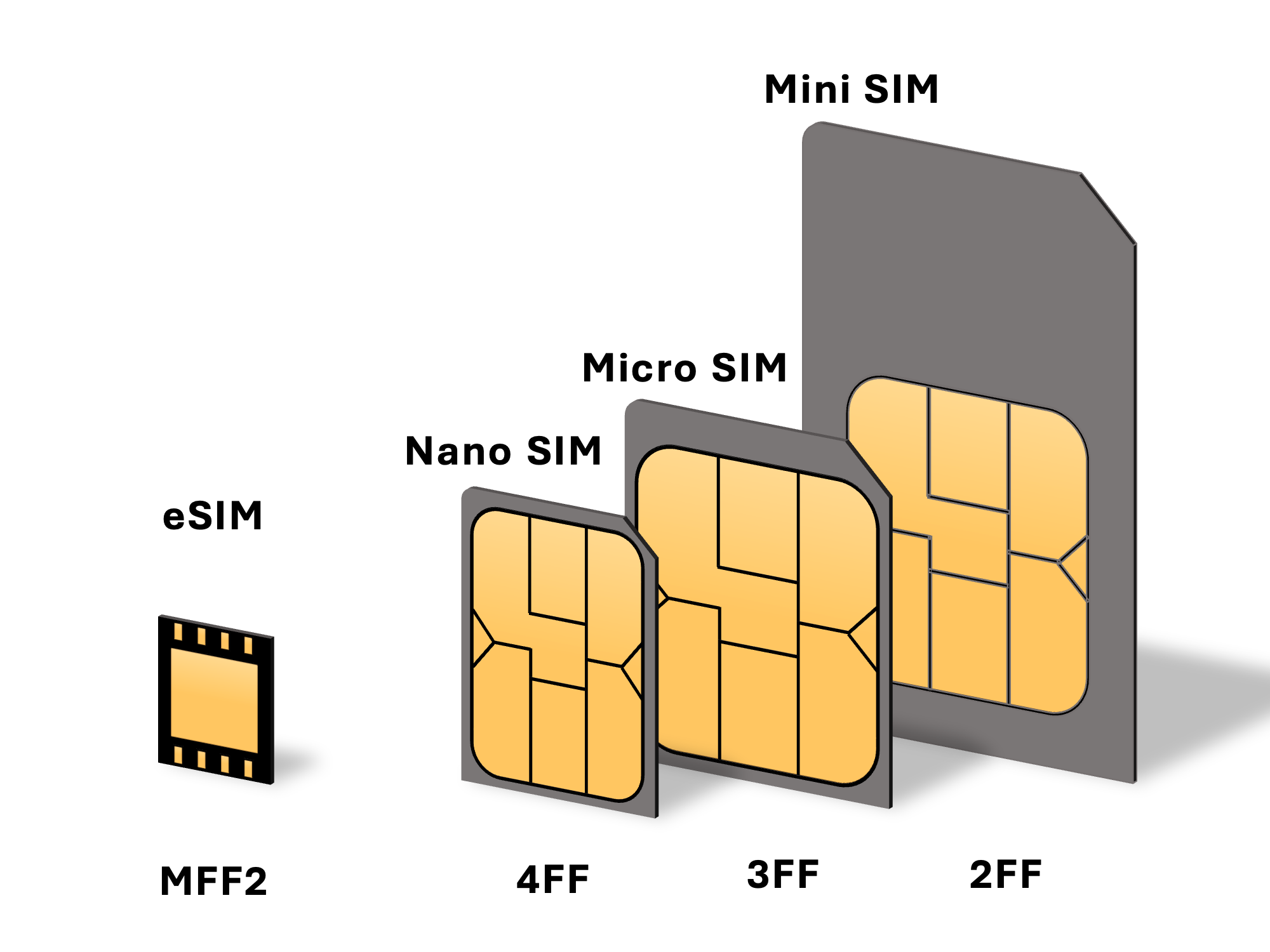
سیر تکاملی سیم‌کارت ها. eSIM قابل جابجایی نیست.

هنگامی که پیکربندی eSIM یک شرکت مخابراتی بر روی یک eUICC نصب شد، همانند یک سیم کارت فیزیکی عمل می کند که دارای یک ICCID منحصر به فرد و کلید احراز هویت شبکه تولید شده توسط شرکت مخابراتی است.
استاندارد eSIM برای اولین بار در سال 2016 منتشر شد. از آن زمان، eSIM شروع به جایگزینی سیم کارت فیزیکی در حوزه هایی از جمله تلفن همراه کرده است.

## تاریخچه
از سال 2010، انجمن سامانه جهانی ارتباطات سیار (به انگلیسی: GSMA)در رابطه با امکان استفاده از سیم کارت مبتنی بر نرم افزار مباحثی را مطرح می کرد. 
در حالی که موتورولا اصرار بر آن داشت که eUICC برای دستگاه های صنعتی طراحی شده است، شرکت اپل اشاره داشت به "هیچ متنی مبنی بر ممنوعیت استفاده از UICC در یک محصول مصرف کننده وجود ندارد". در حال حاضر، GSMA دو نسخه متفاوت از استاندارد را حفظ می کند: یکی برای دستگاه های مصرف کنندگان  و دیگری برای دستگاه های ماشین به ماشین (M2M). 
اولین نسخه از استاندارد در مارس 2016 منتشر شد و به دنبال آن نسخه دوم در نوامبر 2016 منتشر شد.

## پیاده سازی
در سال 2016، ساعت هوشمند سامسونگ گیر 2 کلاسیک 3G[en] اولین دستگاهی بود که eSIM را پیاده سازی کرد. 
در سال 2017، در خلال کنگره جهانی موبایل ، کوالکام یک راه حل فنی را با نمایش زنده پیاده سازی آن بر روی تراشه سخت افزاری اسنپدراگون خود با استفاده از نرم افزارهای مرتبط (برنامه های کاربردی جاوا ایمن) معرفی کرد.
اپل اولین بار در سپتامبر 2017 با اپل واچ سری 3 پشتیبانی از سیم کارت را معرفی کرد  اولین مدل‌های آیفونی که از آن پشتیبانی می‌کردند آیفون XS ، آیفون XS Max ،  و iPhone XR  بودند که در سپتامبر 2018 معرفی شدند. اولین مدل آی‌پد آی‌پد پرو (نسل سوم) بود،  که در اکتبر 2018 معرفی شد. در سپتامبر 2022، اپل از آیفون 14 ، آیفون 14 پلاس ، آیفون 14 پرو و آیفون 14 پرو مکس ، اولین مدل های آیفونی که سینی سیم کارت ندارند و منحصراً با سیم کارت کار می کنند، رونمایی کرد.  در خارج از ایالات متحده، همه مدل‌های آیفون با پشتیبانی از سیم‌کارت‌های eSIM و فیزیکی همچنان به فروش می‌رسند، در حالی که در سرزمین اصلی چین eSIM اصلاً پشتیبانی نمی‌شود.
گوگل در اکتبر 2017 از پیکسل 2 رونمایی کرد که پشتیبانی از سیم کارت را برای استفاده با سرویس Google Fi خود اضافه کرد.  در سال ۲۰۱۸، گوگل پیکسل ۳ و پیکسل ۳ XL و متعاقباً در می ۲۰۱۹، پیکسل ۳a و پیکسل ۳a XL را با پشتیبانی از eSIM برای اپراتورهایی غیر از Google Fi منتشر کرد.    در اکتبر همان سال، گوگل پیکسل ۴ و پیکسل ۴ XL را با پشتیبانی از eSIM عرضه کرد.
موتورولا نسخه 2020 محصول Motorola Razr، که یک گوشی هوشمند تاشو بود، را منتشر کرد که هیچ ورودی سیم کارت فیزیکی نداشت زیرا فقط از eSIM پشتیبانی می کرد.
Plintron محصول اینترنت اشیاء eSIM4Things را با پشتیبانی از eSIM برای همه دستگاه‌ها و در 28 کشور جهان پیاده‌سازی کرد. 
مایکروسافت eSIM را در سال 2018 در سیستم عامل ویندوز 10 معرفی کرد  و اولین دستگاه مجهز به eSIM خود، سرفیس پرو LTE را در سال 2017 عرضه کرد. 
سامسونگ گوشی‌های سری گلکسی اس 21 و اس 20 را در ایالات متحده با سخت‌افزار eSIM عرضه کرد اما بدون پشتیبانی نرم‌افزاری کارخانه ای. این ویژگی بعداً با به‌روزرسانی One UI نسخه 4 فعال شد.  با این حال، پیاده سازی eSIM در S21 و S20 در ایالات متحده با پیاده سازی در بقیه جهان متفاوت است.
- در پیاده سازی های eSIM ایالات متحده، توانایی تعیین سیم‌کارت‌های پیش‌فرض مختلف برای عملکردهای مختلف را ندارند. به عنوان مثال، سیم‌کارت اول به‌عنوان پیش‌فرض برای دریافت داده و سیم‌کارت دیگر به‌عنوان پیش‌فرض برای تماس صوتی. در این محصولات همان eSIM سیم کارت پیش فرض برای داده، صدا و پیامک خواهد بود.
- در پیاده سازی ها هر بار که کاربر سیم‌کارت‌های الکترونیکی را تغییر می‌دهد، مجبور به راه‌اندازی مجدد دستگاه خود خواهند بود، در حالی که مدل‌های غیر از ایالات متحده این کار را نمی‌کنند، با وجودی که کدهای CSC با هر یک از اپراتورها مطابقت دارند.[نیازمند منبع]
- اگر مستقیماً از یک شرکت مخابراتی خریداری شود، تلفن فقط می‌تواند eSIM (های) همان شرکت مخابراتی دارنده سیم‌کارت فیزیکی را اضافه کند. این موضوع حتی پس از باز شدن قفل شرکتی مخابراتی نیز برقرار است.

## طراحی
سیم کارت سنتی شامل یک مدار مجتمع است که بر روی یک کارت مدار مجتمع جهانی[en] (UICC) قرار دارد که معمولاً از پی وی سی ساخته شده است که به صورت دستی در دستگاه قرار می گیرد. در مقابل، eSIM یک نمایه سیم کارت مجازی است که بر روی یک تراشه eUICC[en] که به طور دائم روی یک دستگاه تلفن همراه در کارخانه توسط فناوری نصب-سطحی نصب شده است. تراشه eUICC که از eSIM میزبانی می کند، از همان رابط الکتریکی مشابه  سیم کارت فیزیکی استفاده می کند که در [en]ISO/IEC 7816 تعریف شده است. با این وجود فرمت آن کوچک و با اندازه 6. میلی متر × 5 میلی متر است. هنگامی که یک نمایه حامل eSIM بر روی یک eUICC نصب شد، به همان شیوه یک سیم کارت فیزیکی عمل می‌کند: با یک ICCID منحصربه‌فرد و کلید احراز هویت شبکه تولید شده توسط شرکت مخابراتی. 

## کاربرد
eSIM معمولاً از راه دور راه اندزی[en] می شود. کاربران نهایی می توانند اپراتورها را بدون نیاز به تعویض فیزیکی سیم کارت از دستگاه اضافه یا حذف کنند.  همه eSIM ها با یک شناسه eSIM یا (EID) در کارخانه برنامه‌ریزی شده‌اند.  برای مرتبط کردن دستگاه استفاده کننده eSIM با یک اشتراک شرکت مخابراتی، این شناسه در اپراتور توسط سرویس راه اندازی مورد استفاده قرار می گیرد. علاوه بر این، برای برقراری یک کانال ارتباطی امن به منظور برنامه‌ریزی دستگاه نیز مورد استفاده قرار میگیرد.

## مشخصات فنی

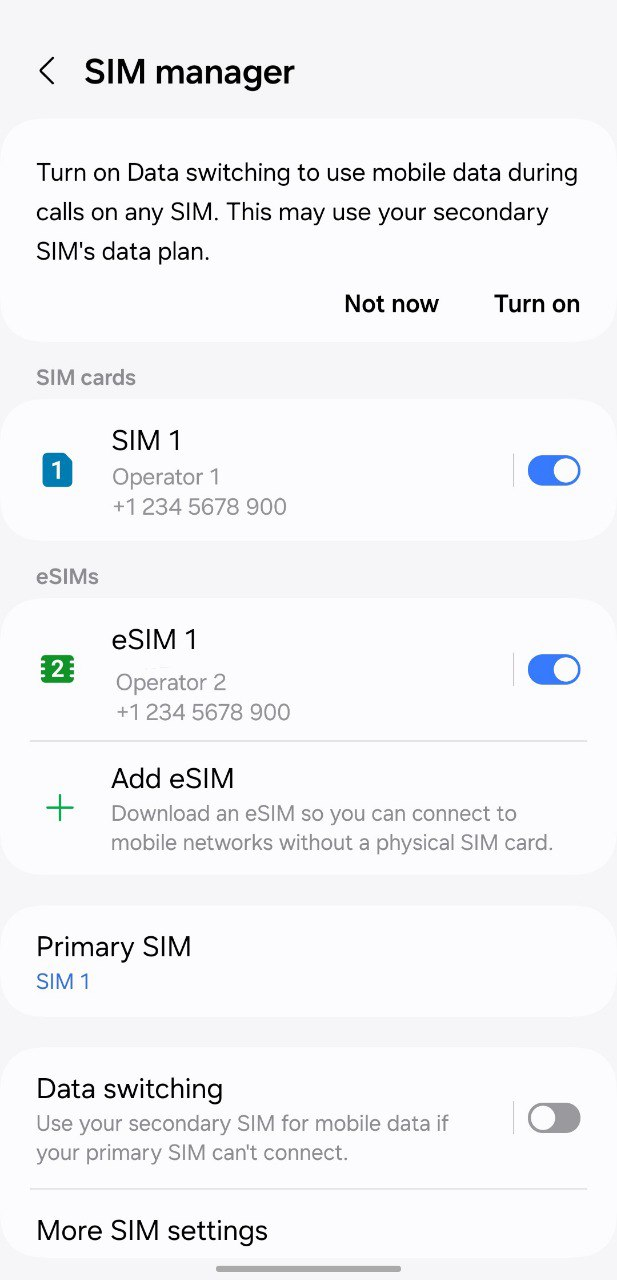
تنظیمات eSIM در گوشی سامسونگ گلکسی اس۲۳ منطبق با استاندارد ایالات متحده

eSIM یک مجموعه از مشخصات فنی  جهان شمول است که توسط انجمن سامانه جهانی ارتباطات سیار تعریف شده، که راه اندازی و استفاده از سیم کارت را از راه دور را برای هر دستگاه تلفن همراه امکان پذیر می کند. این انجمن eSIM را به عنوان سیم کارت برای نسل بعدی دستگاه های مصرف کننده متصل تعریف می کند. راه‌حل‌های شبکه‌ای با استفاده از فناوری eSIM می‌توانند به‌طور گسترده در سناریوهای مختلف اینترنت اشیا (IoT) از جمله اتومبیل‌های متصل (آینه‌های دید عقب هوشمند، تشخیص روی برد (OBD)، نقاط اتصال Wi-Fi خودرو)، مترجم‌های هوش مصنوعی ، دستگاه‌های MiFi ، هوشمند استفاده شوند. گوشی‌ها، اندازه‌گیری هوشمند ، واحدهای ردیابی GPS ، DTU، اشتراک‌گذاری دوچرخه ، پخش‌کننده‌های تبلیغاتی، دستگاه‌های نظارت تصویری ، و غیره.
یکی از شکل های فیزیکی رایج یک تراشه eUICC معمولاً MFF2 خوانده می شود. 
در سال 2012 کمیسیون اروپا فرمت eUICC را برای خدمات تماس اضطراری داخل خودرو، معروف به [en]eCall،  انتخاب کرد  تمام مدل‌های خودروی جدید در اتحادیه اروپا باید تا سال 2018 یک عدد مدار مجتمع eUICC داشته باشند تا در صورت بروز تصادف، فوراً خودرو را به خدمات اضطراری متصل کنند. 
روسیه طرحی مشابه با GLONASS (سیستم موقعیت یابی ماهواره ای ملی) به نام [en]ERA-GLONASS دارد. 
با ورود دستگاه های سازگارتر و منعطف تر به بازار، سنگاپور به دنبال دریافت نظرات جامعه در رابطه با بکارگیری eSIM به عنوان یک استاندارد جدید است. 

## iSIM و nuSIM
در سال 2021، دویچه تلکوم جایگزینی برای سیم‌کارت‌های الکترونیکی برای دستگاه‌های کوچک‌تر و اینترنت اشیا به شکل سیم‌کارت‌های یکپارچه (iSIM) معرفی کرد که به طور کامل در یک محفظه امنیتی مودم SoC (سیستم روی تراشه) یکپارچه شده‌اند. آنها که nuSIM نامیده می شوند، کوچکتر، ارزان تر و سازگارتر با محیط زیست هستند زیرا به سخت افزار و پلاستیک اضافی نیاز ندارند. علاوه بر این، می توانند همان الزامات امنیتی را مشابه یک سیم کارت کلاسیک یا eSIM برآورده کنند. این ادوات جایگزین، حمل و نقل و تولید دستگاه های کوچک را آسان می کنند. می توان انتظار داشت که به دلیل این مزایا، iSIM ها در آینده جایگزین سیم کارت های فیزیکی و eSIM ها در تلفن های همراه و سایر دستگاه های مصرف کننده متصل شوند.    iSIM از لحاظ امنیتی نیز تکامل بیشتری پیدا کرده است. داده‌های سیم‌کارت بر روی یک عنصر ضد دستکاری سازی (TRE) ذخیره می‌شوند، سیم‌کارت‌های مبتنی بر TRE برای  انواع دستگاه‌های اینترنت اشیا مناسب هستند و می‌توانند پایه‌ای امن برای نوآوری در سطوح مختلف اینترنت اشیا، چه در حال حاضر و چه در آینده را فراهم کنند. این ذخیره سازی سبب می‌شود تا امکان خوانده اطلاعات و هک آن‌ها پیچیده‌تر شود. 

## مزایا و معایب

### مزایای
- چندین سیم کارت را می توان همزمان ذخیره کرد. [۳۱]
- نیازی به تهیه، ذخیره، و وارد کردن و خارج کردن (و از دست دادن) سیم کارت های فیزیکی کوچک نیست. [۳۱]
- در صورت دزدیده شدن تلفن، می‌توان آن را با سرویس‌های «تلفن من را پیدا کن» ردیابی کرد، در حالی که سیم‌کارت فیزیکی را می‌توان از دستگاه خارج کرد. [۳۱]
- خطر آسیب رساندن به رابط های ظریف سوکت در هنگام وارد کردن و خارج کردن سیم کارت از بین می رود.
- در تلفن‌های دارای eSIM نیاز به ساخت نگهدارنده‌های سیم‌کارت سخت‌افزاری یا تجهیزات وارد کردن و نگه داری آنها وجود ندارند. این خصوصیت برای دستگاه های کوچک مانند ساعت های هوشمند بسیار سودمند است. [۳۱]

### معایب
- اگر تلفنی خراب شود، هر چیزی که به شبکه eSIM وابسته باشد غیرقابل دسترس می شود. به طور خاص، تماس ها قابل دریافت نیستند و خدماتی (تماس ها، پیامک ها، داده ها) که هزینه آنها پرداخت شده است نمی توانند استفاده شوند. یک سیم کارت فیزیکی را می توان از یک گوشی خراب به یک تلفن کارآمد منتقل کرد. [۳۱]
- سیم کارت الکترونیکی که امکان برقراری ارتباط و شارژ را برای دارنده حساب فراهم می‌کند، در صورت تعمیر تلفن یا امانت دادن آن به شخصی، قابل حذف نیست.
- در صورت روشن بودن تلفن همیشه می‌توان موقعیت مکانی آن را ردیابی کرد. عملکردهایی مانند دوربین، استفاده از وای فای وب، پخش ویدیوهای ذخیره شده و غیره را نمی توان با برداشتن سیم کارت غیرقابل ردیابی  و غیرقابل استفاده کرد. [۳۱]
- حساب‌های eSIM باید از تلفنی که فروخته شده یا دور ریخته می‌شود حذف یا منتقل شود.

- مشکلات سازگاری با برخی از تلفن ها. به عنوان مثال تلفن های ایالات متحده که eSIM کشورهای دیگر را نمی پذیرند.

## پیوندهای بیرونی
- مقدمه ای بر eSIM از انجمن سامانه جهانی ارتباطات سیار